# Ghiacciaio Flanagan
Il ghiacciaio Flanagan (in inglese: Flanagan Glacier) è un ghiacciaio situato sulla costa di Zumberge, nella parte occidentale della Terra di Ellsworth, in Antartide. In particolare, il ghiacciaio, il cui punto più alto si trova a circa 1.200 m s.l.m., si trova nella parte centro-settentrionale della dorsale Patrimonio, nelle Montagne di Ellsworth. Da qui, esso fluisce verso est a partire dal versante orientale della scarpata Thompson e scorrendo tra le colline Gross, a nord, e le colline Nimbus, a sud, nella catena delle cime Pioniere, fino ad unire il proprio flusso alla parte terminale di quello del ghiacciaio Unione.

## Storia
Il ghiacciaio Flanagan è stato mappato dallo United States Geological Survey grazie a ricognizioni terrestri dello stesso USGS e a fotografie aeree scattate dalla marina militare statunitense (USN) nel periodo 1961-66 ed è stato poi così battezzato dal Comitato consultivo dei nomi antartici in onore del tenente Walter B. Flanagan, ufficiale dello squadrone VX-6 della USN, di stanza alla Stazione McMurdo durante l'Operazione Deep Freeze del 1963 e quella del 1964.